# HC 's-Hertogenbosch
Maillots
Le Hockey Club 's-Hertogenbosch, communément appelé 's-Hertogenbosch, est un club néerlandais de hockey sur gazon basé à Bois-le-Duc, Brabant-Septentrional. Le club est fondé le 14 juillet 1937.
Les équipes premières (hommes et femmes) s'affrontent toutes deux au plus haut niveau de la ligue néerlandaise de hockey sur gazon, la Hoofdklasse. HC 's-Hertogenbosch a remporté le titre en 1998 et 2001. L'équipe féminine règne depuis 1998, remportant un nombre record de dix-neuf titres en 21 ans.

## Honneurs

### Hommes
Hoofdklasse
- Champions (2): 1997-1998, 2000-2001
- Vice-champions (2): 1996-1997, 1999-2000

Gold Cup
- Vice-champions (1): 2017-2018

Coupe d'Europe de hockey sur gazon des clubs champions
- Champions (1): 1999
- Vice-champions (1): 2002

Coupe d'Europe de hockey sur gazon des clubs gagnants
- Champions (2): 1998, 2001

Hoofdklasse en salle
- Champions (1): 1969-1970

### Femmes
Hoofdklasse
- Champions (20): 1997–1998, 1998–1999, 1999–2000, 2000–2001, 2001–2002, 2002–2003, 2003–2004, 2004–2005, 2005–2006, 2006–2007, 2007–2008, 2009–2010, 2010–2011, 2011–2012, 2013–2014, 2014–2015, 2015–2016, 2016–2017, 2017–2018, 2020–2021
- Vice-champions (3): 2008–2009, 2012–2013, 2018–2019

Euro Hockey League féminin
- Champions (1): 2021

Coupe d'Europe féminine de hockey sur gazon des clubs champions
- Champions (16): 2000, 2001, 2002, 2003, 2004, 2005, 2006, 2007, 2008, 2009, 2010, 2011, 2013, 2016, 2017, 2018
- Vice-champions (4): 1999, 2012, 2014, 2015

Hoofdklasse en salle
- Champions (9): 1969–70, 1970–1971, 1972–1973, 1973–1974, 1991–1992, 2001–2002, 2011–2012, 2013–2014, 2021–2022

Coupe d'Europe féminine de hockey en salle des clubs champions
- Champions (1): 2013

## Joueurs notables

### Internationaux masculins
Pays-Bas
- Matthijs Brouwer
- Jeroen Delmee
- Rob Derikx
- Piet-Hein Geeris
- Ronald Jansen
- Robbert Kemperman
- Marc Lammers
- Bob de Voogd
- Sander van der Weide

 Argentine
- Nicolás della Torre
- Pedro Ibarra
- Joaquín Menini
- Lucas Vila

 Australie
- Kieran Govers
- Dylan Wotherspoon

 Belgique
- Sébastien Dockier
- Loic van Doren

 Grande-Bretagne /  Angleterre
- Mark Gleghorne

 Irlande
- Michael Darling
- Mark Gleghorne
- Alan Sothern

 Nouvelle-Zélande
- Hayden Shaw

 Espagne
- Quico Cortés
- Rodrigo Garza

 Afrique du Sud
- Austin Smith

### Internationaux féminins
Pays-Bas
- Ireen van den Assem
- Dillianne van den Boogaard
- Minke Booij
- Ageeth Boomgaardt
- Frederique Derkx
- Mijntje Donners
- Miek van Geenhuizen
- Margot van Geffen
- Maartje Goderie
- Yibbi Jansen
- Marloes Keetels
- Sanne Koolen
- Josine Koning
- Maartje Krekelaar
- Nienke Kremers
- Frédérique Matla
- Maartje Paumen
- Pien Sanders
- Jacqueline Toxopeus
- Lidewij Welten

 Grande-Bretagne /  Angleterre
- Helen Richardson-Walsh

 Inde
- Subhadra Pradhan